# Ernie Barbarash
Ernie Barbarash (* 31. August 1968 in der Sowjetunion) ist ein Filmregisseur, Drehbuchautor und Filmproduzent.

## Leben
Barbarash wurde auf dem Gebiet der heutigen Ukraine geboren und wuchs dort und in Kanada auf. Er erlangte einen Masterabschluss in Theaterregie und arbeitete anschließend in New York als Theaterregisseur und im Bereich Lichtdesign. Er bekam eine Stelle als Regieassistent bei einem Broadway-Musical, dessen Aufführung sich dann aber über Monate verschob, so dass er schließlich, um in den USA bleiben zu können, eine Arbeit bei dem Filmunternehmen Cinépix (später Lionsgate) annahm. Dort lernte er als Mitarbeiter im Development das Filmgeschäft kennen. Ab Ende der 1990er Jahre trat er als Co-Produzent und voller Produzent in Erscheinung, u. a. war er an Die ersten 9 1/2 Wochen (1998), Prisoner of Love (1999) sowie American Psycho II: Der Horror geht weiter (2002) beteiligt. 2002 arbeitete er als Drehbuchautor an Cube 2: Hypercube mit und gab schließlich 2004 mit Cube Zero, einem Prequel, sein Regiedebüt. Es folgten vor allem Action- und Horrorfilme, u. a. bislang drei Produktionen – Assassination Games, Six Bullets und Pound of Flesh – mit Jean-Claude Van Damme in der Hauptrolle, außerdem seit 2017 diverse Weihnachtsfilme.

## Filmografie (Auswahl)
Regie
- 2004: Cube Zero
- 2007: Echoes 2 – Stimmen aus der Zwischenwelt (Stir of Echoes: The Homecoming)
- 2007: Demon Days – Im Bann der Dämonen (They Wait)
- 2009: Meteoriten – Apokalypse aus dem All (Meteor, Fernsehzweiteiler)
- 2009: Hardwired
- 2010: Ticking Clock
- 2011: Assassination Games
- 2012: Six Bullets
- 2014: Falcon Rising
- 2015: Pound of Flesh
- 2017: Eine königliche Winterromanze (A Royal Winter, Fernsehfilm)
- 2017: The Saint
- 2017: Die Weihnachtskarte (Christmas Inheritance)
- 2019: Abduction
- 2019: Weihnachten in der Wildnis (Holiday in the Wild)